# Arcas (mitologia)

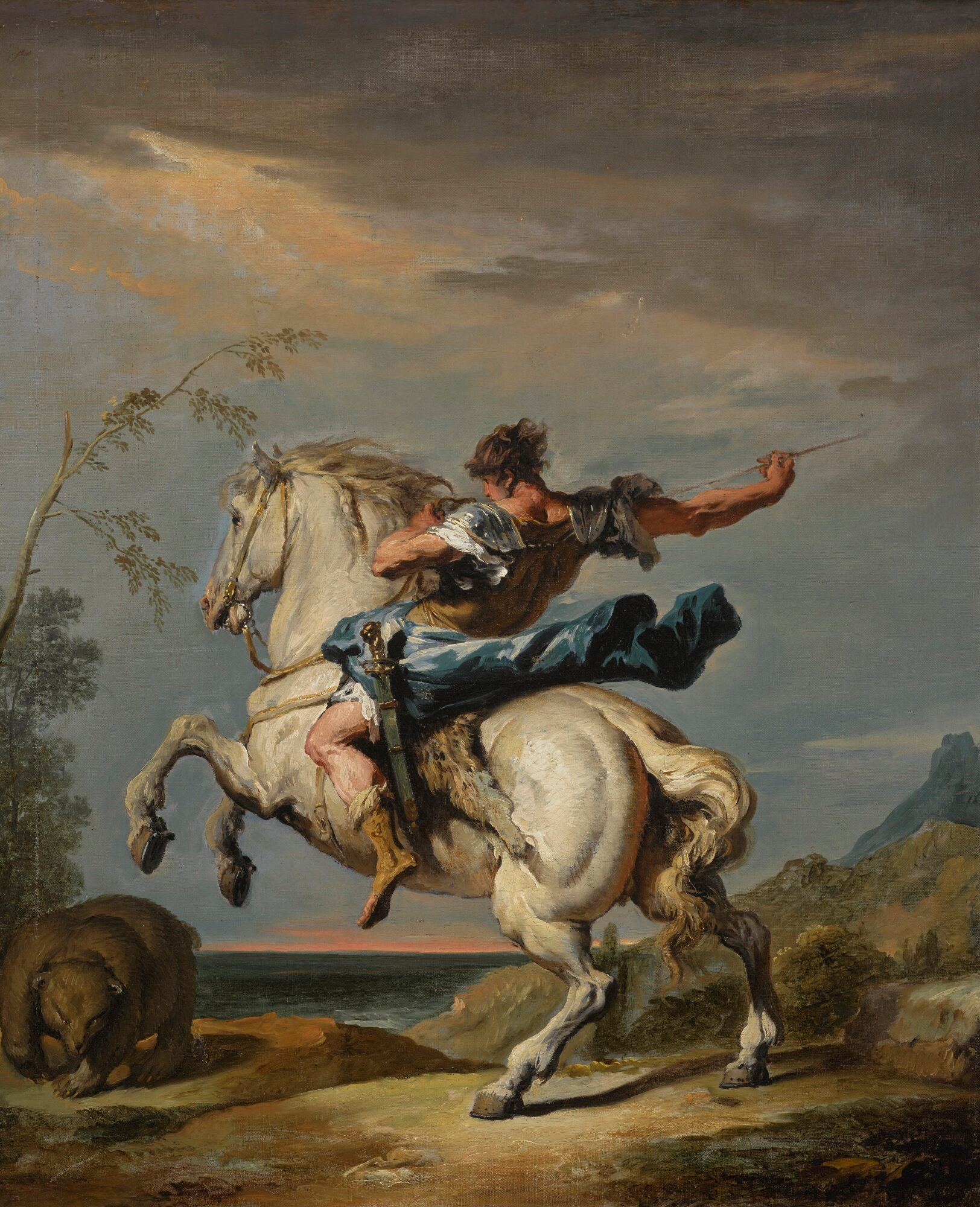
Arcas e Callisto, por Sebastiano Ricci.

Arcas, na mitologia grega era filho de Zeus e de Calisto, filha de Licaão.
Sua mãe foi transformada em uma ursa, mas existem várias versões sobre quando e como foi esta transformação.
Em uma versão, ele quase matou a própria mãe, transformada em uma ursa, ao alvejá-la com uma seta. Foi transportado junto com ela para o céu, transformados ambos nas constelações da Ursa maior e da Ursa menor.[carece de fontes?]
Segundo Pausânias, Hera transformou Calisto em uma ursa, e Ártemis, para agradar Hera, alvejou-a com uma seta; mas Zeus enviou Hermes, que salvou a criança que estava no útero de Calisto. Calisto, em seguida, foi transformada na constelação da Ursa maior. Os árcades, porém, no século II d.C., apontavam o túmulo de Calisto (o que, para Pausânias, sugere que ela não foi transformada na constelação, mas que apenas a constelação fora assim chamada em sua homenagem).
Arcas reinou na Arcádia, sucedendo a seu tio Níctimo, filho de Licaão. Arcas introduziu o cultivo na Arcádia, que ele aprendera com Triptólemo, a confecção de roupas, e a técnica de fiação, aprendida com Adristas. O nome de Arcas deu origem ao nome da Arcádia, que antes se chamava Pelasguia.
Com a dríade Erato ele teve três filhos, Azan, Afeidas e Élato; Arcas também teve dois outros filhos: Autolaus, filho ilegítimo, antes do casamento com Erato e Triphylus, filho de Laodameia, filha de Amiclas, rei da Lacedemônia. Quando seus filhos Azan, Afeidas e Élato cresceram, Arcas dividiu a Arcádia entre os três, cabendo a Azania para Azan, a região de Tégea para Afeidas e o Monte Cilene para Élato.
Caixa de sucessão baseada em Pausânias